# 鮒子田寛
鮒子田 寛（ふしだ ひろし、1946年3月10日 - ）は、日本の元レーシングドライバー。日本人で初めてF1やル・マン24時間レースに参戦したドライバーとして名を残している。生沢徹や風戸裕などと並び、海外レース挑戦のパイオニア的ドライバーと評されている。現在は童夢顧問、日本自動車レース工業会顧問としてレース業界に関わっている。京都府京都市下京区仏光寺出身。同志社中学校・高等学校、同志社大学法学部卒。

## 経歴

### 大学時代
同志社大学在学中の1964年秋ごろから、同志社中学校からの友人・林みのるや横山靖史らとともにホンダ・S600を駆って鈴鹿サーキットでスポーツ走行を開始する。この頃、鈴鹿サーキットで浮谷東次郎と出会う。

### ワークスドライバー時代
翌1965年にホンダの契約ドライバーに抜擢され、S600でレースに参加。1966年に20歳の若さでトヨタの一軍チームである自工ワークス『チームトヨタ』のドライバーになり、福沢幸雄らとともにトヨタ・2000GTにて72時間スピードトライアルに挑戦、計16の世界速度・国際速度記録を樹立。その後、1600GT、2000GTで耐久レースを中心に活躍。1968年以降は3リッター、5リッタートヨタ7で日本グランプリや日本Can-Amなどのビッグレースに出場、優勝などの好成績を収める。

### ワークス離脱後
1970年にトヨタワークスを離脱、アメリカに渡りフォーミュラAレース（ヨーロッパにおけるF5000に相当）に参戦。翌1971年にもアメリカでTrans-Amシリーズに参戦するが、車両トラブルによる事故で重傷を負い帰国。
1972年から富士グランチャンピオンレース（富士GC）に本格的に参戦し、同年の年間チャンピオンになる。以後は富士GCなどの国内レースを中心に活動するが、海外レースにも参戦した。

### F1とル・マン24時間レース
1975年にはマキ・フォードをドライブし、F1イギリスGPとオランダGPにエントリーしたが、ともに予選落ちでF1の決勝出場の記録は残していない。前年の1974年、高原敬武がF1のノンチャンピオンシップ戦に出場しているが、チャンピオンシップがかかったF1レースに日本人として初めてエントリーしたのは鮒子田である。
また1973年には生沢徹とともに日本人で初めてル・マン24時間レースに参戦（マシンはシグマ・MC73）。ル・マンには1975年（シグマ・MC75）、1981年（マツダ・RX-7）と計3回の出場を果たすが、いずれもマシントラブルで完走はない。　

### 引退
1975年にはオーストラリア最大のレース、バサースト1000kmレースにて日本人初の総合5位クラス優勝（マツダ・サバンナRX-3）を飾った。1981年いっぱいで現役を引退。

### ドライバー引退後
引退後一時はレース界を離れ、家業の手伝いをしていたという。
1986年に、林みのるが率いる童夢に加入。1989年にはトムスに移籍し、レーシングチーム（トヨタ・チーム・トムス）のチーム監督を務める。その後1992年にイギリスに渡りトムスGBの社長として、トヨタのル・マン参戦の指揮を執る。
1998年にトムスGBがアウディに買収されレーシング・テクノロジー・ノーフォーク（RTN）となったのに伴い「残務処理のため」としてRTNジェネラルマネージャーに就任。しかしマネージャーとしての手腕を買われ、結局2003年までRTNの役員を務め、VWグループのベントレーのル・マンレース車両開発責任者としてベントレー・スピード8開発を統括、2003年ル・マン24時間レース制覇に貢献した。
2003年に帰国しINGINGのF3チーム監督に就任。2004年にはINGINGが全日本F3選手権において、プライベートチームとして12年ぶりとなる、ドライバー・チームチャンピオンを獲得した。2007年1月には童夢に復帰し、同社取締役に就任しル・マン参戦等のレース活動を指揮。2009年童夢を退社、その後、ル・マン用エンジン開発等を行っているエイムの顧問に就任。2011年より、日本自動車レース工業会（JMIA)の顧問としてレース業界の発展・振興に務める。
2012年9月には林みのるの求めに応じる形で、童夢の2代目代表取締役社長に就任したが、2015年7月に社長を退き副社長となった。その後副社長も退き、2017年10月現在は同社顧問。

## レース戦績

### FJ1300
| 年     | マシン                 | 1   | 2     | 3     | 4       | 5     | 6       | 7       | 8   | 9   | 10  | 順位 | ポイント |
| ------ | ---------------------- | --- | ----- | ----- | ------- | ----- | ------- | ------- | --- | --- | --- | ---- | -------- |
| 1973年 | ESSO ノバ・01          | TSU | FSW 3 | FSW   | TSU     | SUZ 2 | SUZ 3   | TSU Ret | TSU | SUZ | TSU | 位   |          |
| 1974年 | マーチ・743            | SUZ | FSW   | SUZ 1 | SUZ Ret | SUZ 5 | SUZ Ret |         |     |     |     | 位   |          |
| 1975年 | マーチ・743 無限ホンダ | SUZ | SUZ   | SUZ   | FSW     | FSW   | NIS     | SUZ 2   | SUZ |     |     | 位   |          |

### ル・マン24時間レース
| 年     | チーム                   | コ・ドライバー                | 使用車両            | クラス   | 周回 | 総合順位 | クラス順位 |
| ------ | ------------------------ | ----------------------------- | ------------------- | -------- | ---- | -------- | ---------- |
| 1973年 | シグマ・オートモーティブ | 生沢徹 パトリック・ダル・ボー | シグマ・MC73-マツダ | S 2.5    | 79   | DNF      | DNF        |
| 1975年 | シグマ・オートモーティブ | 高橋晴邦                      | シグマ・MC75-トヨタ | S 3.0    | 37   | DNF      | DNF        |
| 1981年 | マツダスピード           | 寺田陽次郎 ウィン・パーシー   | マツダ・RX-7        | IMSA GTO | 25   | DNF      | DNF        |

### F1
| 年     | 所属チーム | シャシー | 1   | 2   | 3   | 4   | 5   | 6   | 7   | 8       | 9   | 10      | 11  | 12  | 13  | 14  | WDC       | ポイント |
| ------ | ---------- | -------- | --- | --- | --- | --- | --- | --- | --- | ------- | --- | ------- | --- | --- | --- | --- | --------- | -------- |
| 1975年 | マキ       | F101C    | ARG | BRA | RSA | ESP | MON | BEL | SWE | NED DNS | FRA | GBR DNQ | GER | AUT | ITA | USA | NC (50位) | 0        |

(key)

### 全日本F2000選手権
| 年     | チーム             | マシン                       | 1     | 2       | 3     | 4     | 5       | 6   | 7   | 8   | 順位 | ポイント |
| ------ | ------------------ | ---------------------------- | ----- | ------- | ----- | ----- | ------- | --- | --- | --- | ---- | -------- |
| 1974年 | NISCAIT RACING     | ブラバム・BT40 コスワースBDA | SUZ   | SUZ     | SUZ   | SUZ 6 |         |     |     |     | NC   | 0        |
| 1975年 | フシダ・レーサーズ | マーチ・752 BMW M12/6        | FSW 4 | SUZ Ret | FSW 3 | SUZ 6 | SUZ DNS |     |     |     | 7位  | 26       |
| 1976年 | エンケイレーシング | マーチ・752 BMW M12/6        | FSW 6 | SUZ 6   | FSW 7 | SUZ 9 | SUZ 7   |     |     |     | 7位  | 20       |
| 1977年 | フシダ・レーサーズ | マーチ・752 BMW M12/7        | SUZ   | SUZ     | NIS   | SUZ   | FSW Ret | FSW | SUZ | SUZ | NC   | 0        |